# Jean-Marc Aveline
Mons. Jean-Marc Noël Aveline (* 26. prosince 1958, Sidi Bel Abbès, Alžírsko) je francouzský katolický kněz, biskup, dnes sídelní arcibiskup v Marseille.

## Stručný životopis
Narodil se v Alžírsku, ale vyrostl v Marseille. Po středoškolských studiích a základním kurzu teologie získal doktorát z teologie na Institut catholique de Paris (2000) a licenciát z filosofie na pařížské Sorboně. V roce 1984 byl vysvěcen na kněze v marseillské arcidiecézi. Tam působil jako rektor semináře, profesor teologie a biskupský vikář. Byl také profesorem teologie na Université catholique de Lyon. Od roku 2007 byl generálním vikářem marseillské arcidiecéze. Roku 2013 byl jmenován titulárním biskupem diecéze Simidicca a pomocným biskupem marseillským, biskupské svěcení přijal 26. ledna 2014. Po rezignaci arcibiskupa Pontiera v roce 2019 byl jmenován jeho nástupcem.

## Kardinálská kreace
V neděli 29. května 2022 papež František ohlásil, že v konzistoři dne 27. srpna 2022 jmenuje 21 nových kardinálů, mezi nimi i Monsignora Avelina (ve třídě kardinál-kněz). 